# Lepold Antal
Lepold Antal (Szentfülöp, 1880. január 22. – Bécs, 1971. május 3.) művészettörténész, római katolikus prelátus, éneklőkanonok, a Magyar Tudományos Akadémia tagja, Esztergom történetének kutatója.

## Élete
A kalocsai jezsuita gimnáziumban érettségizett, ahol tanára volt többek között Rosty Kálmán. A Budapesti Tudományegyetem Hittudományi Karán végzett és doktorált.
1904-től Zentán és Horgoson káplán. 1906–1913 között Kalocsán volt pap, majd érseki irodai alkalmazott. 1913-tól Csernoch János hercegprímás titkára lett Esztergomban. 1917-től esztergomi kanonok. 1921-től az esztergomi bazilika plébánosa, prefektus kanonok. Kezelte a főkáptalani alapítványokat a Keresztény Múzeum és a Főszékesegyházi Kincstár igazgatója volt.
1936-tól a MTA levelező tagja. 1949-ben tanácskozó taggá minősítették, amit csak 1989-ben állítottak helyre. 1943-tól apostoli protonotárius.
1945-ben emigrált. 1946-tól haláláig a bécsi Collegium Pázmáneum rektora, s az ottani magyar szeminárium professzora volt.
Az esztergomi ásatások egyik kezdeményezője és Gerevich Tiborral vezetője. 1934–1936 között vezetésével megkezdték az esztergomi vár feltárását. Esztergom régészetével és ikonográfiájával foglalkozott. Legendáriumok, pápai körlevelek, katolikus almanachok és Szalézi Szent Ferenc leveleinek (1924) kiadásában vett részt.

## Emlékezete
- Emléktáblája Esztergomban

## Művei
- 1924 Szalézi Szent Ferenc válogatott levelei
- 1929 Adatok az esztergomi főszékesegyházi kincstár történetéhez. Esztergom
- 1930 Az esztergomi Keresztény Múzeum kegyérme és történeti érmei. Esztergom.
- 1935 Az Árpádok esztergomi palotája I. Esztergom
- 1942 Az esztergomi főszékesegyházi kincstár katalógusa. Budapest
- 1944 Esztergom régi látképei. Esztergom
- 1963 Csernoch János. Emlékezés Nagymagyarország utolsó hercegprímására. Bécs
- Esztergomi útikönyv. (tsz. Lippay Lajos)